# Eva Mulvad
Eva Mulvad (22 maart 1972) is een Deens filmregisseur en producent van documentaires.

## Biografie
Eva Mulvad werd in 1972 geboren en studeerde politieke wetenschappen aan de Universiteit van Kopenhagen. In 2001 studeerde Mulvad af aan de Nationale filmschool van Denemarken. 
Op jonge leeftijd droomde ze ervan journalist te worden en ze begon te schrijven voor onder andere Politiken, Euroman en Månedsbladet Press. Van 1994 tot 1997 werkte Mulvad als freelancejournalist voor de Deense radio. Ze regisseert sinds 1997 documentaires voor de Deense televisiezender DR TV. Na haar afstuderen in 2001 bleef ze freelance verder werken voor diverse productiemaatschappijen en DR.
In 2006 kwam de grote doorbraak met haar documentaire Vores lykkes fjender (Enemies of Happiness) over de  Afghaanse politica en mensenrechtenactiviste Malalai Joya. Ze won de Zilveren Wolf op het IDFA en vervolgens de World Cinema – Documentary Jury Prize op het Sundance Film Festival. Ze won datzelfde jaar ook de WIFT-prijs (Women in Film and TV) voor jonge filmtalenten.
Mulvad’s documentaire Det gode liv (The Good Life) werd in 2011 geselecteerd voor de competitie op het IDFA, voor de filmfestivals van Tribeca en San Francisco en won de prijs voor beste documentaire op het internationaal filmfestival van Karlsbad.

## Filmografie
- 2017: A Modern Man
- 2014: Slottet
- 2011: Det gode liv (The Good Life)
- 2011: Med døden til følge
- 2006: Kolonien
- 2006: Vores lykkes fjender (Enemies of Happiness)

### Televisieseries
- 2007: Wide Angle
- 2003: Når vi skilles
- 1997: Homo sapiens

## Prijzen en nominaties
De belangrijkste:
| Jaar | Prijs                                             | Categorie                             | Genomineerde(n)      | Uitslag  |
| ---- | ------------------------------------------------- | ------------------------------------- | -------------------- | -------- |
| 2011 | Internationaal filmfestival van Karlsbad          | Beste documentaire                    | Det gode liv         | Gewonnen |
| 2007 | Sundance Film Festival                            | World Cinema – Documentary Jury Prize | Vores lykkes fjender | Gewonnen |
| 2006 | International Documentary Film Festival Amsterdam | Zilveren Wolf                         | Vores lykkes fjender | Gewonnen |